# František Savov
František Savov (* 1. března 1972) je český podnikatel. Žije ve Velké Británii, v Česku je obviněn ze stamilionových daňových podvodů.

## Podnikatelské aktivity

### Mladá fronta
František Savov vlastní vydavatelství Mladá fronta. Vydavatelství je však od května 2020 v konkurzu. Hlavním titulem vydavatelství byl ekonomický týdeník Euro. Na ekonomické informace byl zaměřený i zpravodajský portál Euro.cz.
Vydavatelství Mladá fronta dále vydávalo tištěný magazín Profit, provozovalo odborný web Finance.cz a dalších osmnáct specializovaných online titulů. V roce 2010 byla založena divize Medical Services, která nabízela komplexní servis ve zdravotnictví, a to za spolupráce s tradičními zdravotnickými tituly z portfolia vydavatelství Mladá fronta. Divize Knihy na trh ročně uváděla kolem 200 nových knižních titulů.
V roce 2016 došlo k prodeji části médií vydavatelství Mladá fronta společnosti Czech News Center (deník E15, tituly Bydlení Stavby Reality, Dieta, F. O. O. D., ForMen, Lidé a Země, Maminka, Mateřídouška, Moje Psychologie, Moje Zdraví, Právo a Byznys, ZEN, Betynka, Strategie a část webů).
Vydavatelství Mladá fronta vede mnohaletý soudní spor o značku Mladá Fronta DNES s vydavatelstvím Mafra a.s.. Společnost Mafra používá podle rozhodnutí Úřadu průmyslového vlastnictví (ÚPV) z roku 2013 tuto značku neoprávněně. V únoru 2020 Krajský soud v Českých Budějovicích rozhodl, že Mladá fronta je v úpadku. Výkonný ředitel společnosti tvrdil, že konkurzní řízení proti ní bylo motivováno zlobou, ale dodal, že „stávající akcionář zatím zanechal vzniklou ztrátu vydavatelství“.

### Další podnikatelské aktivity
František Savov spoluvlastnil budějovický Pivovar Samson, který v roce 2014 ovládla pivovarnická skupina Anheuser-Busch InBev (ABI). ABI v červenci téhož roku odkoupila sto procent akcií a dokončila tak transakci započatou v roce 2011, kdy koupila duševní vlastnictví pivovaru. Savovova společnost Maraflex v roce 2012 koupila Hotel Praha v pražských Dejvicích. V roce 2013 areál hotelu prodala skupině PPF, která hotel zbourala a jeho zahradu plánovala využít pro projekt nové základní a střední školy Open Gate. Na místě zbouraného hotelu je nyní park. Škola Open Gate II zde nakonec nevznikne, protože se nepodařilo získat potřebná povolení pro zahájení stavby.
V 90. letech vybudoval odborné vydavatelství, které v roce 2001 prodal mezinárodnímu konglomerátu Wolters Kluwer. Nejznámějším produktem vydavatelství byly časopisy jako Daně a právo v praxi a Účetnictví v praxi. Stejně tak vybudoval a v roce 2003 prodal rozsáhlý provoz zabývající se polygrafickou výrobou.
V současnosti vlastní také několik menších investičních fondů zabývajících se realitními a specializovanými finančními operacemi. Je spojován se spořitelním družstvem Artesa.

## Obvinění z daňových úniků a trestní stíhání
František Savov v současné době žije v Londýně, kde vede soudní spor proti České republice, která požádala britské úřady o jeho vydání do České republiky.
V září 2013 provedla Policie ČR razii v budově Mladé fronty a v březnu 2014 po Františku Savovovi vyhlásila pátrání v souvislosti s kauzou nezákonných vratek DPH spojenou s jeho společnostmi. V květnu 2014 bylo proti němu zahájeno trestní stíhání jako proti uprchlému, policie ho obvinila z daňových úniků – nadměrnými odpočty DPH několika firem, jejichž jediným příjmem byly peníze vrácené finančním úřadem.
Podle vyšetřovatelů měl Savov údajně způsobit škodu 648 miliónů korun. Některá média označila stíhání Františka Savova jako důsledek konkurenčního boje s místopředsedou vlády Andrejem Babišem. Jiná[která?] referovala o snaze skupiny Czechoslovak Group Michala Strnada ovládnout prostřednictvím insolvencí miliardářův majetek, což sám podnikatel potvrdil při rozhovoru pro DVTV.[zdroj?]
Na podzim roku 2014 byl Savov zadržen v Londýně. Česká republika požádala o jeho vydání, v listopadu 2014 ale londýnský soud věc odročil; Savov z Velké Británie zatím nevycestoval. Podle vyšetřovatelů způsobil škodu za 648 miliónů korun; částku údajně zajistili na jeho účtě. Počátkem července 2015 rozhodl soud v Londýně o jeho vydání do České republiky.
V roce 2015 byl obžalován údajný prostředník obviněný z korupční nabídky, který podle policie nabídl čtyři milióny korun soudnímu znalci, který zkoumá zabavené počítačové soubory, za to, že je nedešifruje. Obžalovaný byl odsouzen k nepodmíněnému trestu, nicméně jeho propojení s kauzou Františka Savova se rovněž nepodařilo prokázat, což uvedla i soudkyně v závěrečném rozsudku.
Kauzy Františka Savova od samého počátku provázejí četné úniky z vyšetřovacích spisů a anonymních zdrojů do médií. Zejména do deníků vydavatelství Mafra vlastněného Andrejem Babišem, který dříve vedl s Františkem Savovem obchodní spor o prodej vydavatelství Mladá fronta.
Tento spor bývá zmiňován v souvislosti s pozadím kauz spojovaných s Františkem Savovem a mediální kampaně v Lidových novinách a Mladé frontě DNES v intencích jednostranné interpretace policie a vrchního státního zastupitelství. Deník Lidové noviny ji prezentuje jako „Kauzu Lidových novin“.
Savov veškerá obvinění považuje za vykonstruovaná a stíhání označuje za důsledek konkurenčního boje. Avizoval, že vzhledem k řadě nestandardních kroků a manipulací ze strany českých orgánů, které vyšetřování jeho kauzy provázejí, hodlá využít všech možností, které mu umožňuje evropské právo, aby prokázal neoprávněnost svého stíhání.
Savov je jedenáctým obviněným v tomto případu. Na účtu jednoho z obviněných zajistila policie 640 milionů korun před jejich převodem mimo EU.

### Extradice ze Spojeného království
V březnu 2014 byl na miliardáře vydán Evropský zatýkací rozkaz a v říjnu 2014 byl zatčen anglickou policií. Věc projednal nižší soud Westminster Magistrates’ Court a v červenci 2015 nařídil vydání Savova do ČR. Savov se odvolal k Vrchnímu soudu v Londýně. Britové nakonec v roce 2019 rozhodli o vydání Savova. Ten však téhož roku požádal v Británii o azyl s tím, že jeho proces v Česku je politicky motivovaný. Savov se opakovaně ohradil proti informacím, že v Británii požádal o politický azyl, tvrzení označil za smyšlená.